# NewLISP
Die Programmiersprache NewLISP (dt.: neu(es)LISP) ist ein freier Lisp-Dialekt, der vor allem für die Verwendung als Skriptsprache vorgesehen ist. Hierzu geht die Sprache einen eigenen Weg, abseits von klassischen Lisp-Implementierungen, wie etwa dem Industriestandard Common Lisp, oder dem eher im akademischen Umfeld verbreiteten Dialekt Scheme.

## Eigenschaften
NewLISP ist komplett in C geschrieben, die ausführbare Datei des Interpreters umfasst (unter Linux) ca. 200 kB Speicher.
Perl Compatible Regular Expressions (PCRE) werden ebenso unterstützt wie plattformübergreifende GUI-Programmierung durch Verwendung von Java AWT/Swing. Eine einfache API existiert, um den Interpreter von anderen C-Programmen aus anzusprechen. Objektorientierte Programmierung ist ebenso möglich, wie auch Client-Server-Architekturen. Die Unterstützung von MySQL, SQLite, XML, CGI, TCP, UDP, SMTP, POP3, FTP folgt aus der Auslegung als Skriptsprache mit unterschiedlichen Einsatzszenarien.

## Geschichte
NewLISP wurde zuerst 1991 auf einem Sun-Rechner entwickelt, 1993 nach Microsoft DOS/Windows portiert und 1999 sowohl nach Linux portiert, als auch unter die GNU General Public License (GPL) gestellt. Prinzipiell ist es auf allen gängigen POSIX-Systemen lauffähig. Aktuell sind auf der offiziellen Webseite neben dem Quellcode vorkompilierte Pakete für, unter anderem, Debian, Windows und OS X verfügbar.